# Wildenfels
Wildenfels es un municipio situado en el distrito de Zwickau, en el estado federado de Sajonia (Alemania), a una altitud de 350 metros. Su población a finales de 2016 era de unos 3700 habitantes y su densidad poblacional, 180 hab/km².